# 橋幸夫傑作集
『橋幸夫傑作集』は、1960年12月20日にビクターレコードより発売された、橋幸夫のLP盤（25cm）でのベストアルバム（LV-171）である。

## 概要
- 1960年7月、『潮来笠』（作詞：佐伯孝夫、作曲：吉田正）でデビューした橋は、その年、立て続けに4枚シングルをリリース。この後、毎年10数枚のシングルをリリースし、『橋幸夫傑作集』（第1集〜第9集）、『橋幸夫ステレオハイライト』（第1集〜第7集）など30種以上のベストアルバムを出すことになる[1]。
- なお、シリーズに第3集のようにナンバーが付属するのは、第2集以降で、第1集にあたるシリーズの初巻には付属しない。
- 本アルバムは、橋がデビュー半年後に出したアルバムで、橋のファーストアルバムにあたる。デビューから10年近くは、橋の発表したシングルはほとんどビクターヒット賞を受賞していたため、ベスト盤といっても、シングル集の意味合いが濃い[2]。
- 収録曲は、デビュー年のシングル1枚めから4枚目で、12月発売のシングル5枚目「木曽ぶし三度笠」は第2集に回された。
- 収録されているシングルの発表時は以下の通りである（全シングルともビクターヒット賞受賞）[3]。

1. 潮来笠（c/w 伊太郎旅唄）[1960/7/5発売]　※第2回日本レコード大賞（新人賞）
2. あれが岬の灯だ（c/w 君恋い波止場） [1960/8/20発売]
3. おけさ唄えば（c/w 逢いたいぜ） [1960/10/5発売]
4. 喧嘩富士（c/w 流転がらす） [1960/11/5発売]

## シリーズ（第2集〜第9集）収録曲
- 本シリーズは第9集まで制作されている。なお、少し遅れて、並行しながら30cmLP盤『橋幸夫オールヒットメロディ』集がシリーズ化され発売されている。
- 傑作集第2集 LV-210（1961/8）
A面　1. 木曾ぶし三度笠、2. 花の白虎隊　3. わが生涯は火の如く、4. 磯ぶし源太
B面　1. 南海の美少年(天草四郎の唄)、2. 緋桜ふぶき、3. 故郷の花はいつでも紅い、4. 新三ひとり旅
- 傑作集第3集 LV-222（1961/11）
A面　1. 沓掛時次郎、2. 明日を呼ぶ港、3. 故郷の灯は消えず、4. すっとび仁義
B面　1. 東京の美少年、2. あばれ天竜、3. 振り向いたあいつ、4. 浮名の渡り鳥
- 傑作集第4集 LV-249（1962/4）
A面　1. 北海の暴れん坊、2. いで湯恋しや、3. 俺ら次郎長、4. 花の兄弟
B面　1. 江梨子、2. 喧嘩旅、2. 兄弟鴉、4. 悲恋の若武者
- 傑作集第5集 LV-276（1962/9）
A面　1.慕情のワルツ、2.悲しき天使、3.雲と三度笠、4.中山七里
B面　1.若いやつ、2.おぼろ月夜の三度笠、3.大学の青春、4.美少年忠臣蔵
- 傑作集第6集 LV-301（1962/12）
A面　1.いつでも夢を、2.あした逢う人、3.成田おどり、4.わが胸に歌は消えず
B面　1.成田の花太郎、2.すずらん娘、3.風の三度笠、4.雲が呼んでる
- 傑作集7集 LV-332（1963/5）
A面　1.舞妓はん、2.花の折鶴笠、3.太陽の街、4.玄?千鳥
B面　1.北海の流氷、2.風流数え唄、3.若いこだま、4.祇園ブルース
- 傑作集第8集 LV-338（1963/8）
A面　1.若い東京の屋根の下、2.箱根山、3.俺は流れ鳥、4.瞼の母
B面　1.お祭り小僧、2.東京ギター、3.今宵の夢に、4.夜のブルース
- 傑作集第9集 LV-364（1963/12）
A面　1.白い制服、2.通天閣の灯、3.お嬢吉三、4.関の弥太っぺ
B面　1.若い歌声、2.芸魂、3.薩南健児の歌、4.新博多どんたく